# Jouko Kaisila
Jouko Kaisila (ur. 1917, zm. 1984) – fiński entomolog i arachnolog.
Jouko Kaisila był specjalistą ds. lepidopterologii przy Uniwersytecie Helisińskim i pracował w tamtejszym Muzeum Zoologicznym. Obok motyli jego praca badawcza obejmowała również zaleszczotki. Opisał dwa nowe dla nauki gatunki tych pajęczaków: Syarinus palmeni z Nowej Fundlandii i Mesochelifer thunebergi z Wysp Kanaryjskich. W 1949 roku opublikował rewizję faunistyczną zaleszczotków wschodniej Fennoskandii.